# Kandissou
Le Kandissou est une rivière du Kazakhstan, qui coule sur le territoire de l'oblys du Kazakhstan-Oriental. C'est un affluent de l'Irtych dans lequel il se jette en rive gauche au niveau du lac Zaysan. C'est donc un sous-affluent de l'Ob.

## Géographie
Le Kandissou prend naissance sur le versant nord des monts Tarbagataï qui constituent le rebord sud de la cuvette du lac Zaysan. Le cours de la rivière est globalement orienté du sud-est vers le nord-ouest en direction du lac Zaysan, lequel fait partie du cours de l'Irtych. Le Kandissou se jette dans ce dernier en rive gauche, c'est-à-dire en rive sud du grand lac. 
Son bassin versant couvre approximativement 3 500 km2.

## Hydrométrie - Les débits mensuels à Sarioulen
Cours d'eau de montagne, le Kandissou est un cours d'eau peu abondant, mais remarquablement régulier dans le contexte des rivières du Kazakhstan. 
Le débit de la rivière a été observé pendant 15 ans (période 1973 - 1987) à Sarioulen, petite localité située au pied des montagnes, à quelque 92 kilomètres de son confluent avec le lac Zaysan, et à une altitude de 997 mètres. 
À Sarioulen, le débit annuel moyen ou module observé sur cette période était de 3,75 m3/s pour une surface de drainage de 2 610 km2, soit approximativement 75 % de la totalité du bassin versant de la rivière qui en compte plus ou moins 3 500. La lame d'eau d'écoulement annuel dans ce bassin se montait de ce fait à 45,4 millimètres, ce qui peut être considéré comme relativement faible, mais correspond aux valeurs enregistrées sur la plupart des cours d'eau issus du versant nord du Tarbagataï, chaîne de montagnes peu arrosée.
Cours d'eau alimenté par la fonte des neiges, mais aussi par les pluies d'été et d'automne, le Kandissou a un régime nivo-pluvial dont le débit présente nettement deux sommets. 
Les crues principales se déroulent au printemps, depuis la mi-mars jusqu'au mois de juin, ce qui correspond au dégel et à la fonte des neiges des montagnes du bassin. Dès le mois de juillet, le débit baisse, menant à un petit étiage d'été centré sur le mois d'août. En automne, on enregistre un important rebond, aux mois de septembre-novembre, lié aux précipitations automnales tombant sous forme de pluie sur les hautes terres du Tarbagataï.
À partir du mois de novembre, le débit de la rivière baisse à nouveau, ce qui mène à l'étiage annuel principal, celui de l'hiver. Celui-ci a lieu de décembre à février inclus. 
Le débit moyen mensuel observé en février (minimum d'étiage) est de 1,64 m3/s, soit plus ou moins 25 % du débit moyen du mois de mai (6,59 m3/s), ce qui témoigne de l'amplitude très faible des variations saisonnières. Sur la durée d'observation de 15 ans, le débit mensuel minimal a été de 0,75 m3/s en février 1986, tandis que le débit mensuel maximal s'élevait à 9,39 m3/s en mai 1987.
En ce qui concerne la période estivale, la plus importante car libre de glaces (d'avril à octobre inclus), le débit minimal observé sur cette même période, a été de 2,23 m3/s en août 1988, ce qui restait très appréciable. 